# Finland i olympiska vinterspelen 1994
Finland deltog i olympiska vinterspelen 1994.Truppen bestod av 61 idrottare, 47 män och 14 kvinnor.

## Medaljer

### Silver
- Längdskidåkning
  - Herrar 50 km:  Mika Myllylä

### Brons
- Ishockey
  - Herrar :  Mika Alatalo, Raimo Helminen, Erik Hämäläinen, Timo Jutila, Sami Kapanen, Esa Keskinen, Marko Kiprusoff, Saku Koivu, Pasi Kuivalainen, Janne Laukkanen, Tero Lehterä, Jere Lehtinen, Jarmo Myllys, Mika Nieminen, Mikko Mäkelä, Janne Ojanen, Marko Palo, Ville Peltonen, Pasi Sormunen, Mika Strömberg,  Jukka Tammi, Petri Varis, Hannu Virta.

- Längdskidåkning
  - Herrar 30 km masstart:  Mika Myllylä
  - Herrar 4 x 10 km stafett:  Jari Isometsä, Harri Kirvesniemi, Mika Myllylä, Jari Räsänen
  - Damer 30 km:  Marja-Liisa Kirvesniemi
  - Damer 5 km:  Marja-Liisa Kirvesniemi

## Trupp
- Alpin skidåkning
  - Janne Leskinen
  - Mika Marila
- Skidskytte
  - Pirjo Aalto
  - Harri Eloranta
  - Vesa Hietalahti
  - Katja Holanti
  - Mari Lampinen
  - Erkki Latvala
  - Timo Seppälä
  - Tuija Sikiö
  - Tuija Vuoksiala

- Längdskidåkning
  - Jari Isometsä
  - Harri Kirvesniemi
  - Jari Räsänen
  - Jukka Hartonen
  - Mari Hietala
  - Karri Hietamäki
  - Merja Lahtinen
  - Pirkko Määttä
  - Tuulikki Pyykkönen
  - Sami Repo
  - Marjut Rolig
  - Mika Myllylä
  - Marja-Liisa Kirvesniemi
- Konståkning
  - Mila Kajas
  - Petri Kokko
  - Susanna Rahkamo
- Freestyle
  - Juha Holopainen
  - Minna Karhu
  - Janne Lahtela
- Ishockey
  - Mika Alatalo
  - Erik Hämäläinen
  - Raimo Helminen
  - Timo Jutila
  - Sami Kapanen
  - Esa Keskinen
  - Marko Kiprusoff
  - Saku Koivu
  - Janne Laukkanen
  - Tero Lehterä
  - Jere Lehtinen
  - Mikko Mäkelä
  - Jarmo Myllys
  - Mika Nieminen
  - Janne Ojanen
  - Marko Palo
  - Ville Peltonen
  - Pasi Sormunen
  - Mika Strömberg
  - Jukka Tammi
  - Petri Varis
  - Hannu Virta
- Nordisk kombination
  - Hannu Manninen
  - Jari Mantila
  - Tapio Nurmela
  - Topi Sarparanta
- Backhoppning
  - Janne Ahonen
  - Ari-Pekka Nikkola
  - Jani Soininen
  - Janne Väätäinen
  - Raimo Ylipulli